# Icterus nigrogularis
El turpial amarillo o gonzalito (Icterus nigrogularis) es una especie de ave paseriforme de la familia Icteridae propia del norte de América del Sur. Se encuentra en las Antillas Neerlandesas, Aruba, el norte de Brasil, Colombia, Guayana francesa, Guyana, Surinam, Trinidad y Tobago y Venezuela.

## Hábitat
Vive en el bosque de galería, en las copas de los árboles en terrenos pantanosos, áreas áridas abiertas o jardines con arbustos y flores, entre los 850 y 1.800 m de altitud.

## Descripción
En promedio mide 20,3 cm de longitud y pesa 38 g. Plumaje de color amarillo brillante en el dorso, la cabeza y las partes inferiores; presenta el área ocular y loreal y un babero en la garganta negros. Las alas son negruzcas con una barra blanca y en con las plumas de vuelo con el borde interior blancuzco.

## Alimentación
Se alimenta principalmente de insectos, que busca en las copas de los árboles y entre las flores. Completa su dieta con frutas y néctar.

## Reproducción
Construye con plantas fibrosas un nido en forma de canasta alargada, de unos 40 cm de profundidad, colgado de una rama alta, con entrada por la parte superior. La hembra pone dos o tres huevos color verde claro, blanco azulado o grisáceo.